# Памятник Серафиму Саровскому (Орёл)
Памятник Серафиму Саровскому — памятник в Орле одному из почитаемых православных святых, подвижнику Русской церкви, иеромонаху Свято-Успенской Саровской пустыни, основателю и покровителю Дивеевской женской обители — Серафиму Саровскому.
В 1784 году Прохор (Серафим) — послушник Саровского монастыря — посетил Орёл для сбора средств на строительство нового храма в своей обители. Пожертвования принимал в Богоявленском соборе.

## Описание
Памятник установили в честь второго обретения мощей святого Архивная копия от 26 апреля 2018 на Wayback Machine 26 июля 2016 года на Богоявленской площади. Слегка сгорбленная скульптура установлена на большом камне; лицом Серафим Саровский обращён к собору; пальцы правой руки собраны в троеперстие. Монумент изготавливался в творческой мастерской «Арт Проект». Скульптор — Андрей Следков, архитектурная проработка — Людмилы Солдатовой. 28 июля, в День крещения Руси, патриарх Кирилл освятил памятник Серафиму Саровскому.

Работы по созданию и установке памятника Серафиму Саровскому были оплачены губернатором области (в 2016) Вадимом Потомским. Памятник явился своеобразным даром семьи губернатора к 450-летию основания города. В ознаменование события патриарх Кирилл вручил Вадиму Потомскому орден Серафима Саровского второй степени.